# Песнопой (Пловдивська область)
Песнопо́й (болг. Песнопой) — село в Пловдивській області Болгарії. Входить до складу общини Калояново.

## Населення
За даними перепису населення 2011 року у селі проживали 624 особи, з них 620 осіб (99,7%) — болгари.
Розподіл населення за віком у 2011 році:
Динаміка населення: